# Damien O'Donnell
Damien O'Donnell (Dublín, 1967) és un guionista i director de cinema irlandès.
Va debutar en el cinema com a director i guionista el 1995 amb el curtmetratge 35 Aside, en el que també va ser editor. Quatre anys després va seguir un altre curtmetratge, Chrono-Perambulator amb Charles Dance com a protagonista. En el mateix any, ODonnell va dirigir East is East, el seu primer llargmetratge, pel qual va rebre el "Premi Alexander Korda a la millor pel·lícula britànica" als premis BAFTA de l'any 2000. També va guanyar un premi Empire al millor debut i l'Evening Standard British Film Award a la millor pel·lícula. També va guanyar l'Espiga d'Or a la Seminci.
El seu proper projecte va ser de nou un curtmetratge, que es va estrenar el 2000 amb el títol What Where. El 2002 va dirigir Heartlands amb l'actor Michael Sheen en el paper principal. El 2004 va produir Inside I'm Dancing, que va ser guardonada amb la millor pel·lícula del públic als premis del cinema i la televisió irlandesos. Del 2012 al 2014 va estar involucrat en la sèrie The Savage Eye. El 2015 va dirigir dos episodis de la sèrie de televisió irlandesa Clean Break.

## Filmografia
- 35 Aside (1995)
- Chrono-Perambulator (1999)
- East is East (1999)
- What Where (2000)
- Heartlands (2002)
- Inside I'm Dancing (2004)